# Militärgeschichte (Zeitschrift, Bundeswehr)
Militärgeschichte. Zeitschrift für historische Bildung ist eine Publikumszeitschrift, herausgegeben durch das Zentrum für Militärgeschichte und Sozialwissenschaften der Bundeswehr (ZMSBw) in Potsdam, vormals Militärgeschichtliches Forschungsamt (MGFA), vertreten durch Oberst Sven Lange und Oberst Uwe Hartmann.
Sie erscheint seit 1986 dreimonatlich und hat eine aktuelle Auflage von 17.000 Exemplaren (Stand 2002: 25.000 Exemplare). Die Zeitschrift dient der historischen Bildung in der Truppe. Sie will den Ausbilder unterstützen, der mit der Vorbereitung und Durchführung von entsprechenden Unterrichtseinheiten betraut ist. Gleichzeitig soll sie aber jeden historisch Interessierten ansprechen und an Militärgeschichte heranführen.
Der derzeitigen Redaktion gehören Harald Potempa, Klaus Storkmann, Andreas Eichner, Cornelia Grosse, Chris Helmecke, Christian Jentzsch, Henning de Vries, Dennis Werberg und Esther Geiger (Bildredaktion) an. Gastbeiträge von internen und externen Wissenschaftlern wie Eberhard Birk, Klaus-Jürgen Bremm, Jürgen Dick, Christian Hartmann, Dieter H. Kollmer, Martin Rink, Matthias Rogg, Josef Johannes Schmid und Gerhard Wettig wurden in den letzten Jahren publiziert.